# Mortário

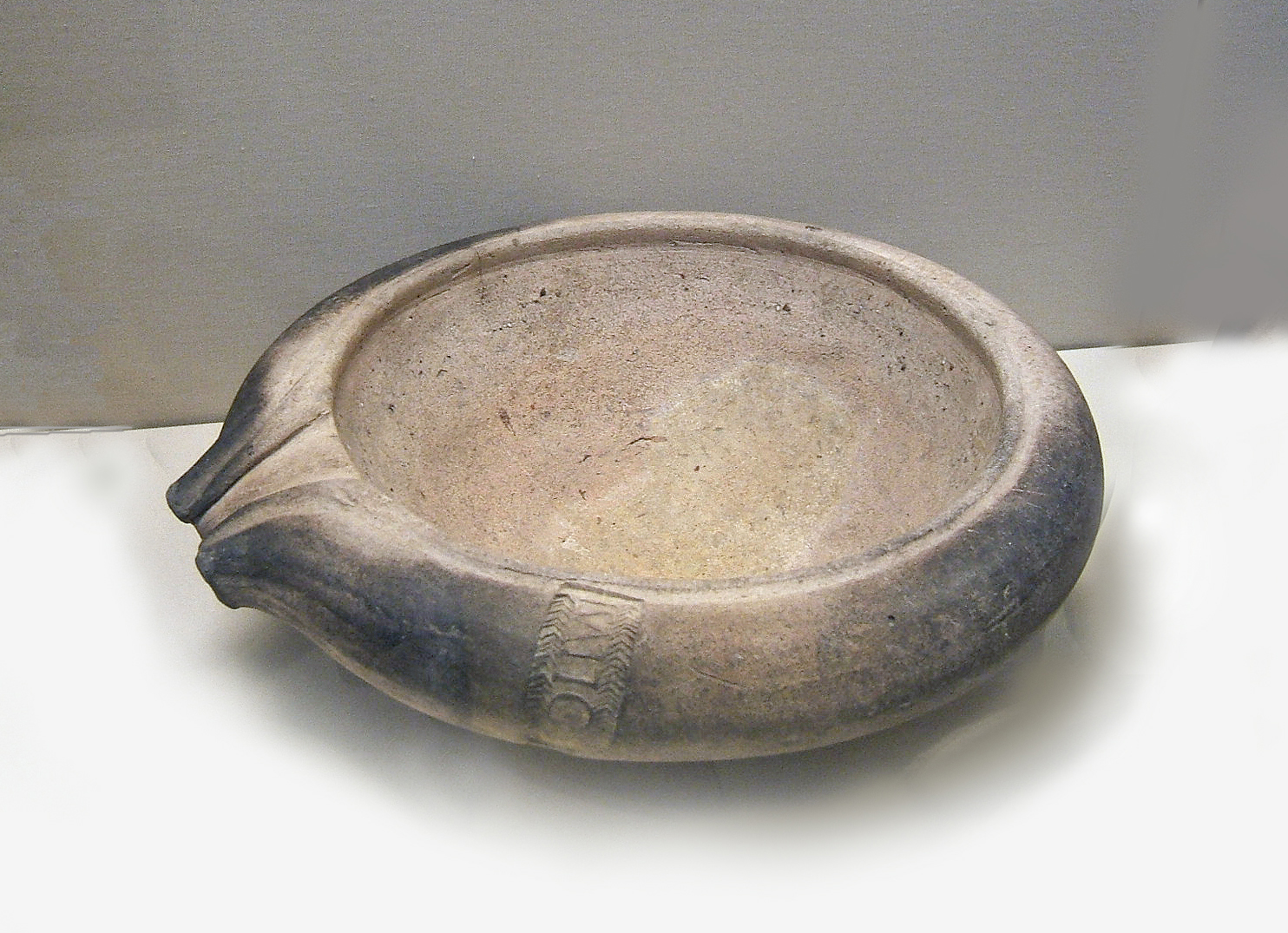

Mortário (em latim: Mortarium) era um de uma classe de cerâmica romana antiga de cozinha. Elas são "bacias hemisféricas ou cônicas, geralmente com muitas bordas salientes", e com areia áspera ou grão embutido na superfície interna da tigela.